# 赫爾松車站
赫爾松車站（羅馬化：Kherson）是烏克蘭南部城市赫爾松的主要鐵路車站，現由敖德薩鐵路局管轄。

## 歷史
1907年10月16日，車站隨赫爾松和尼古拉耶夫之間的鐵路開通而啟用。1961年和2003年對火車站大樓進行了重建。